# Marcin Jędrzejewski (żużlowiec)
Marcin Jędrzejewski (ur. 10 kwietnia 1987 w Tucholi) – polski żużlowiec.
Licencję żużlową zdał w 2003 na torze leszczyńskiej Unii. W lidze w drużynie Polonii zadebiutował podczas meczu derbowego z Apatorem Toruń, w którym podczas próby toru miał upadek. W Polonii startował do sezonu 2009 włącznie, a przed sezonem 2010 przeniósł się do startującego w II lidze Orła Łódź. W sezonie 2020 był zawodnikiem Wilków Krosno. W sezonie 2021 występował w zespole MSC Wölfe Wittstock, zaś w sezonie 2022 został zawodnikiem ŻKS Polonia Piła.

## Kluby
- Liga polska[4]
  - Polonia Bydgoszcz (2003–2009)
  - Orzeł Łódź (2010)
  - Kolejarz Opole (2011)
  - Victoria Piła (2012)
  - Kolejarz Opole (2013)
  - Polonia Bydgoszcz (2014–16)
  - Wilki Krosno (2020)[1]
  - MSC Wölfe Wittstock (2021)
  - ŻKS Polonia Piła (2022)
- Liga szwedzka
  - Team Bikab Eskilstuna (2006–2007)
  - Eskilstuna Smederna (2008)
- Liga duńska
  - Outrup (2006–2007)
- Liga czeska
  - AK Slaný (2006)

## Osiągnięcia
| Sezon | Miejsce   | Msc | Pkt | Biegi                               |        |
| ----- | --------- | --- | --- | ----------------------------------- | ------ |
| 2005  | Pardubice | 5-7 | 5   | (3,d,-,1,-) Reprezentacja Polski II | Polska |

- Drużynowe Mistrzostwa Świata Juniorów (do lat 21)
  - 2005 – Polska B – 5-7. miejsce – 5 pkt (3,d,-,1,-)
- Indywidualne Mistrzostwa Europy Juniorów (do lat 19)
  - 2005 (Mšeno) – ? miejsce – 1 (1)
- Indywidualne Mistrzostwa Łotwy
  - 2006 – 1. miejsce – 13 (3,3,3,3,1) + 1. miejsce w finale

| Sezon | Miejsce | Msc | Pkt | Biegi             | Klub      |
| ----- | ------- | --- | --- | ----------------- | --------- |
| 2006  | Tarnów  | –   | –   | 11 w ćwierćfinale | Bydgoszcz |

| Sezon | Miejsce | Msc | Pkt  | Biegi               | Klub      |
| ----- | ------- | --- | ---- | ------------------- | --------- |
| 2005  | Toruń   | 4   | 10+2 | (3,1,3,1,2) jako R1 | Bydgoszcz |
| 2006  | Toruń   | 10  | 6    | (w,1,3,0,2)         | Bydgoszcz |

- Młodzieżowe Indywidualne Mistrzostwa Polski (do lat 21)
  - 2005 (Toruń) – 4. miejsce – 10+2 (3,1,3,1,2)
- Młodzieżowe Mistrzostwa Polski Par Klubowych (do lat 21)
  - 2004 (Częstochowa) – ? miejsce – 2 (2)
  - 2006 (Tarnów) – 2. miejsce – 10+2 (0,3,2,2*,2*,1)
- Drużynowe Mistrzostwa Polski
  - 2003 (Polonia Bydgoszcz) – 3. miejsce
  - 2004 (Polonia Bydgoszcz) – 6. miejsce
  - 2005 (Polonia Bydgoszcz) – 2. miejsce
  - 2006 (Polonia Bydgoszcz) – 3. miejsce – średnia biegowa 1,349 (39. miejsce)
- Młodzieżowe Drużynowe Mistrzostwa Polski (do lat 21)
  - 2005 (Polonia Bydgoszcz, Rzeszów) – 4. miejsce – 3 (d,2,0,1)

| Sezon | Miejsce      | Msc | Pkt | Biegi       | Klub      |
| ----- | ------------ | --- | --- | ----------- | --------- |
| 2006  | Zielona Góra | 11  | 5   | (1,1,1,0,2) | Bydgoszcz |

| Sezon | Miejsce      | Msc | Pkt | Biegi               | Klub      |
| ----- | ------------ | --- | --- | ------------------- | --------- |
| 2004  | Lublin       | –   | –   | 12 w półfinale      | Bydgoszcz |
| 2005  | Zielona Góra | 3   | 11  | (2,2,3,2,2)         | Bydgoszcz |
| 2006  | Opole        | 3   | 12  | (1,3,2,3,3) +2+3 +1 | Bydgoszcz |